# 布拉西龍屬
布拉西龍屬是鴨嘴龍科賴氏龍亞科恐龍的一屬，生存於白堊紀晚期（馬斯垂克階）的西班牙，目前只有發現一個部分頭顱骨與身體骨骼。在2010年，西班牙古生物學家Penélope Cruzado-Caballero等人將這些化石進行敘述、命名，模式種是卡氏布拉西龍（Blasisaurus canudoi）。屬名是以化石挖掘地點「布拉西1號」（Blasi 1 site）為名；種名則是以古生物學家José Ignacio Canudo為名。根據種系發生學分析，研究人員發現布拉西龍是艾瑞龍的近親。